# نجات‌یافته!
نجات‌یافته! (انگلیسی: Saved!) یک فیلم در ژانر کمدی-درام، داستان بلوغ، و درام است که در سال ۲۰۰۴ منتشر شد.

## خلاصه
دختری در یک دبیرستان مسیحی باردار می شود ، او خود را طرد شده و گناهکار میابد ، درحالی که دوستان قدیمی اش ، نظراشان به او جلب میشود...

## بازیگران
- جنا مالون
- مندی مور
- مکالی کالکین
- اوا اموری
- پاتریک فوگیت
- هتر ماتارازو
- مارتین دونوان
- مری-لوئیز پارکر
- چد فائوست
- ولری برتینلی
- آرون داگلاس